# Свете Кира и Марана
Свете Кира и Марана (старогрчки: Μαρανα και Κυρα;  4. век – 5. век) – хришћанске подвижнице, сиријске монахиње, преподобне.
Податке о животу Маране и Кире износи Теодорит Кирски у 29. поглављу своје књиге „Историја богољубаца“, који их је лично познавао. Марана и Кира су рођене у граду Верији. Имали су племићко порекло и према свом пореклу добијали су васпитање. Оставивши богатство и луксуз, оградили су мало место на отвореном ван града, затворили се у њега и заградили врата земљом и камењем. Марана и Кира саградиле су кућицу поред своје ограде за своје слушкиње, које су желеле да поделе своје подвиге. Кроз малу рупу у овој огради, Марана и Кира су чувале своје саслуге и подстицале их на молитву. Уместо врата, Марана и Кира су у огради имале прозорчић кроз који су уносиле неопходну храну. Кроз овај прозор су разговарали са женама које су им долазиле. За ове разговоре изабрали су одређено време – Педесетницу, остало време су ћутали. Само је Марана разговарала са женама које су долазиле, али нико никада није чуо Кирин глас. Марана и Кира су стално носиле веома тешке ланце на својим телима. Кира, која је имала слабију конституцију, савијала се преко ужади све до земље и није могла да исправи тело. Њихова одећа се састојала од великих прекривача, који су се позади спуштали до дна, потпуно покривајући њихове ноге, а напред се спуштали до струка, потпуно покривајући лице, врат, груди и руке. Теодорит Кирски се више пута видео сусрем са њима. Теодорит је видео веома тешке ланце на слабим женама, с муком их је наговорио да скину ланце, али пошто је отишао, они су опет ставили ланце на своја тела: на врат, на појас, на руке и ноге. Подносећи све временске непогоде – кишу, снег и ужарене сунчеве зраке, подвижници нису клонули духом нити су туговали, али су, захваљујући својој вери и молитви Богу, могли да извуку радосну утеху за себе од ових видљивих. недаћама. У време када је написана књига „Историја богољубаца“ написана је 444. или 445. године; Марана и Кира живеле су унутар своје ограде у посту и молитви 42 године.
Угледајући се на пророке, Марана и Кира су држали многе постове: подражавајући Мојсија (Изл. 24,18), три пута су остајале без хране по 40 дана и тек онда узимале нешто хране; такође три пута, угледајући се на пророка Данила (Дан. 10,2), провели су три недеље у посту, а затим су узели мало хране. Теодорит извештава о два ходочашћа која су обавили Марана и Кира. Први је био до Јерусалима (удаљеност је износила најмање двадесет дана путовања), до места страдања Исуса Христа; Марана и Кира успут нису узимале храну; Тек када су стигли у овај град и поклонили се светињи, окусили су је на повратку, поштовали су једнако строги пост. Други – у Исаврију (у град Сис), да се поклони гробу првомученице Текле; Подвижници су отишли тамо, обилазећи, не узимајући храну.
Православна црква прославља свете Марану и Киру 28 фебруара (13 марта).